# Светте, Рене
Рене Светте (нем. Rene Swette; род. 19 февраля 1986, Вена, Австрия) — австрийский хоккеист, вратарь. Выступал за сборную Австрии по хоккею с шайбой.

## Карьера
Начинал карьеру в родном клубе «Лустенау». Затем Свете провел несколько сезонов в составе «Клагенфурт», с которым он становился чемпионом Австрийской хоккейной лиги. В 2017 году после непродолжительного выступления во второй немецкой лиге, вратарь вернулся в родную страну. Несколько лет Светте вызывался в сборную Австрии. В ее составе был на трех Чемпионатах мира в элитном дивизионе. В 2014 году он попал в заявку национальной команды на Зимние Олимпийские игры в Сочи.

## Достижения
- Чемпион Австрийской хоккейной лиги (2): 2009, 2013.